# Курган Ванды
Курган Ванды (пол. Kopiec Wandy) — искусственный холм, курган, находящийся в краковском районе Нова Хута на улице Уястек Могильски. Курган был сооружён предположительно в VII—VIII веках и посвящён легендарной княгине Ванде, которая была дочерью князя Крака. Княжна Ванда является неофициальным символом Новой Хуты. Согласно легенде Ванда, не желая выходить замуж за нелюбимого человека, покончила с собой, утопившись в Висле, и её тело было захоронено в этом кургане. Считается, что её тело было найдено недалеко от современного кургана. На вершине кургана находится мраморный памятник работы польского скульптора Яна Матейко.

## История
В 1222 году было первое упоминание о деревне Могила, название которой было непосредственно связано с курганом. Во второй половине XV века краковский епископ Ян Длугош упоминал о кургане в Могиле. Первое документированное упоминание с описанием кургана датируется 1584 годом. Во второй половине XIX века земельный участок, на котором находился курган, принадлежавший цистерцианскому монастырю, был передан в собственность городским властям Кракова.
До XIX века возле кургана в день Пятидесятницы разводились костры.
В 1860 году австро-венгерские войска обнесли курган земляным валом, который был часть фортификационных сооружений крепости Краков. В 1888—1890 годах земляной вал был заменён на каменную стену. В 1890 году в связи со строительством стены Теодор Кулаковский произвёл первые археологические исследования.

## Характеристика
- Высота кургана — 14 м;
- Диаметр основания — от 45 до 50 метров;
- Объём — около 9 тысяч кубометров.

## Интересное
Если стоять на кургане Ванды 4 ноября или 2 февраля, то заход солнца будет над курганом Крака, и наоборот, если стоять на кургане Крака 2 мая и 10 августа, то восход солнца будет над курганом Ванды. Считается, что в эти дни проводились кельтские языческие праздники Самайн, Имболк, Белтейн и Лугнасад.